# Infurcitinea olympica
Infurcitinea olympica är en fjärilsart som beskrevs av Petersen 1958. Infurcitinea olympica ingår i släktet Infurcitinea och familjen äkta malar. Inga underarter finns listade i Catalogue of Life.